# People Watching (album)
People Watching è il terzo album in studio del musicista inglese Sam Fender, pubblicato nel 2025.

## Tracce
Edizione standard
Testi e musiche di Sam Fender.
1. People Watching – 5:04
2. Nostalgia's Lie – 4:11
3. Chin Up – 3:49
4. Wild Long Lie – 4:02
5. Arm's Length – 3:55
6. Crumbling Empire – 4:12
7. Little Bit Closer – 3:47
8. Rein Me In – 4:03
9. TV Dinner – 3:41
10. Something Heavy – 4:18
11. Remember My Name – 4:34

## Classifiche
| Classifica (2025) | Posizione massima |
| ----------------- | ----------------- |
| Australia         | 17                |
| Austria           | 9                 |
| Belgio (Fiandre)  | 2                 |
| Belgio (Vallonia) | 21                |
| Francia           | 129               |
| Germania          | 4                 |
| Grecia            | 96                |
| Irlanda           | 2                 |
| Italia            | 51                |
| Nuova Zelanda     | 12                |
| Paesi Bassi       | 2                 |
| Polonia           | 93                |
| Regno Unito       | 1                 |
| Spagna            | 80                |
| Svezia            | 58                |
| Svizzera          | 7                 |